# آریامنش
آریامنش پسر سوم داریوش بزرگ از همسر اولش دختر گبریاس بود که قبل از به سلطنت رسیدن پدرش متولد شد.
او در زمان حکومت پدرش به عنوان ساتراپ باختر بود. با مرگ پدرش و به حکومت رسیدن برادر کوچک و ناتنی اش خشایارشا حکومت او را پذیرفت و به آن احترام گذاشت؛در صورتی که خود می‌توانست یکی از مدعیان سلطنت بعد از پدرش باشد. او در نبرد سالامیس در سال ۴۸۰ پیش از میلاد شرکت کرد و در همان جنگ کشته شد.